# 轉化 (歐盟法律)
在歐盟法律中，轉化是歐盟成員國通過適當的實施措施使指令生效的過程。轉換通常通過初級立法或次級立法來完成。
歐洲聯盟委員會密切監督轉化是否按時、正確地進行和實施，以達到預期的效果。不正確的換位可能是不作為（撇開某些規定）、分歧（其他範圍、定義或要求）、「鍍金（gold-plating）」（超出指令要求）、「雙重銀行（double-banking）」（歐盟指令與成員國的法律重疊）或「監管蔓延（regulatory creep）」（過度執法或不確定的監管狀態）。
歐洲聯盟委員會可向歐洲法院控告未充分轉化指令的國家。 此外，成員國的任何個人或企業都可以就歐盟指令的不正確或延遲轉換或「他們認為成員國的任何措施（即法律、法規或行政行為）或做法，與歐盟法律的規定或原則不符」。
委員會每年會發放報告，總結歐盟法律的轉化，並提供每個國家和部門的違反規定的數量及類型的統計。 